# 笠井賢一
笠井賢一（日语：カサヰケンイチ，1970年4月12日—）為日本的男性動畫導演、演出家。出身於愛媛縣。
代表作是《魔法咪路咪路》、《MAJOR》、《蜂蜜與四葉草》及《交響情人夢》等和主要參加J.C.STAFF製作的動畫作品。

## 人物簡介
現為自由身。2000年以前以「笠井賢一」的名義負責作品的演出之後，2001年的成為他擔任導演的處女作。
從2002年執導的電視動畫《魔法咪路咪路》開始別名至今（將漢字全部轉換成片假名）。引出原作魅力、建構出動畫的趣味之演出有一定的口碑。

## 主要參加作品

### 電視動畫
- 燃えろ！トップストライカー（日语：燃えろ!トップストライカー）（1991年－1992年，製作進行）
- 宇宙小超人 3000萬光年尋找母親（1991年－1992年，製作進行）
- 妙廚老爹（1992年－1995年，製作進行）
- 酷媽寶貝蛋（1995年－1996年 ，演出助手、演出／第16、20話）
- 美少女戰士Sailor Stars（1996年－1997年，演出助手）
- 爆走兄弟Let's & Go!!（1996年－1997年，分鏡／第55、61、66話、演出／第49、55、61、66、75、83話）
- 甜心戰士F（演出助手／第4話）
- 動畫加油五右衛門（日语：アニメがんばれゴエモン）（1997年－1998年，分鏡／第5、17話、演出／第1、5、11、17、23話）
- 銀河漂流13（1998年，演出／第22話）
- 幸運女神 小不隆咚便利多多（分鏡／第9、19、41話、演出／第6、7、9、12、17～19話）
- 男女蹺蹺板（分鏡／第9、17話、演出／第5、9、17話）
- 宇宙戰艦山本洋子（1999年，演出／第5、22話）
- 極道君漫遊記（日语：ゴクドーくん漫遊記）（1999年，分鏡／第2、13、24、31話、演出／第2、8、13、17、24、25、31、37話
- 格鬥小霸王（OP&ED、第25話演出）
- 魔術士歐菲Revenge（1999年－2000年，分鏡／第10話、演出／第2、10、12話）
- 幽浮寶貝（1999年－2002年，分鏡／第11、22、29、41、48、54、60話、演出／第1、11、22、33、39、40、48、54、60、78話）
- 遊☆戲☆王 怪獸之決鬥（1999年－2004年，分鏡／第18、31話、演出／第6、12、13、25、31、37話）
- （2001年，導演）
- 魔法咪路咪路（2002年－2003年，導演、分鏡／第1、50、74話、演出／第1、35、74話）
- [魔法咪路咪路Golden（2003年－2004年，導演、分鏡／第1、23話、演出／第23話）
- MAJOR 1st season（2004年－2005年，導演、分鏡／第1話）
- 蜂蜜與四葉草（2005年，導演、分鏡／ED1、第1話、演出／／ED1、第24話]
- MAJOR 2nd season（2005年－2006年，導演）
- 蜂蜜與四葉草II（2006年，監修、ED分鏡&演出]
- プリごろ太 宇宙の友情大冒険（2006年，電視劇版「交響情人夢」第4話劇中動畫的導演、腳本、分鏡）
- 交響情人夢（2007年，導演、分鏡／第1、23話）
- MAJOR 3rd season（2007年，總導演[注 1]、導演[注 2]）
- 君吻 pure rouge（2007年－2008年，導演，分鏡／特別篇、演出／第1話、特別篇）
- MAJOR 4th season（2008年，總導演）
- 虎與龍！（2008年－2009年，分鏡&演出／第2、10、19話[注 3]）
- MAJOR 5th season（2009年，總導演）
- 青之花（2009年，導演、分鏡／第1、3、11話[注 4]、演出／第1話）
- 奇蹟☆列車 ～歡迎搭乘大江戶線～（2009年，導演、分鏡／第1、7、12、13話）
- 科學超電磁砲（2009年－2010年，演出／第22話）
- MAJOR 6th season（2010年，總導演）
- 元氣媽媽（2010年，演出／第52、61話）
- 嬌蠻貓娘大橫行（2010年，演出／第12話）
- 爆漫王。（2010年－2011年，導演[注 5]、分鏡／第8、25話[注 6]）
- 爆漫王。2（2011年－2012年，導演[注 7]、分鏡／第1、6、13、25話）
- 超譯百人一首戀歌。（2012年，導演、分鏡／第1、4、6、13話）
- 爆漫王。3（2012年－2013年，導演[注 8]、分鏡／第25話[注 9]）
- 科學超電磁砲S（2013年，演出／第16話）
- 幸福光暈 ～More Aggressive～（2013年，演出／第9話）
- LOVE STAGE!!（2014年，導演、分鏡／第1、2、10話）
- 狼少女與黑王子（2014年，導演、分鏡／第1話）
- 藍海少女！（2016年，導演）
- 齊木楠雄的災難（2016年，演出／第7話）

## 腳註

### 出處
1. 1 2 3  .   [2016-10-01]. （原始内容存档于2016-11-01） （日语）.

## 相關項目
- J.C.STAFF
- TRANS ARTS（日语：トランス・アーツ）
- 日本動畫師列表